# Ring van verzamelingen (maattheorie)
In de maattheorie, een tak van de wiskunde, is een ring van verzamelingen een niet-lege collectie deelverzamelingen van een gegeven verzameling {\displaystyle X} die stabiel blijft onder het nemen van de vereniging en het verschil van twee verzamelingen.
Ringen van verzamelingen vormen de natuurlijke context voor de definitie van het begrip maat.

## Definitie
Zij {\displaystyle X} een verzameling. Een niet-lege familie {\displaystyle {\mathcal {R}}\subset 2^{X}} is een ring van deelverzamelingen van {\displaystyle X} als
1. {\displaystyle \forall E,F\in {\mathcal {R}}:E\cup F\in {\mathcal {R}}}
2. {\displaystyle \forall E,F\in {\mathcal {R}}:E\setminus F\in {\mathcal {R}}}

Elke ring bevat de lege verzameling: de ring {\displaystyle {\mathcal {R}}} is namelijk per definitie een niet-lege collectie, en het verschil van een element {\displaystyle E\in {\mathcal {R}}} met zichzelf is de lege verzameling.

## Voorbeelden
Het kleinst mogelijke voorbeeld van een ring van deelverzamelingen van {\displaystyle X} is dan ook het singleton {\displaystyle \left\{\emptyset \right\}.} De grootst mogelijke ring van deelverzamelingen van {\displaystyle X} is {\displaystyle 2^{X},} de collectie van alle deelverzamelingen van {\displaystyle X} (zie machtsverzameling).
Een niet-triviaal voorbeeld van een ring wordt gevormd door de collectie {\displaystyle 2^{(X)}} van alle eindige deelverzamelingen van een gegeven oneindige verzameling {\displaystyle X}.

## Booleaanse ring
Een ring is ook stabiel onder de vorming van de doorsnede {\displaystyle E\cap F} en het symmetrisch verschil {\displaystyle E\Delta F} van twee verzamelingen. De doorsnede kan worden opgevat als een soort vermenigvuldiging, en het symmetrisch verschil als een soort optelling. Uitgerust met die twee bewerkingen krijgt een ring van verzamelingen {\displaystyle \left({\mathcal {R}},\Delta ,\cap \right)} de algebraïsche structuur van een Booleaanse ring, wat meteen ook de naam verklaart.
Een ring {\displaystyle {\mathcal {R}}} van deelverzamelingen van {\displaystyle X} hoeft niet altijd {\displaystyle X} zelf als element te bevatten. Indien hij dat wel doet, spreken we van een algebra van verzamelingen.